# النهضة العربية

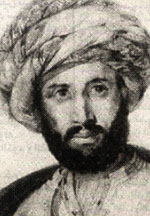
رفاعة الطهطاوي، من أوائل دعاة النهضة العربية.

النهضة العربية أو اليقظة العربية أو حركة التنوير العربية هي حالة فكرية واجتماعية سادت أساسًا في القاهرة وبيروت، وامتدت لتشمل مدنًا عربية أخرى كدمشق وبغداد وحلب وفاس ومراكش، وفي بعض مناطق المهجر كباريس والولايات المتحدة. خلال القرن التاسع عشر. بدأت في مستهلّ القرن التاسع عشر، ويضع بعض المؤرخين أمثال ألبرت حوراني تاريخ بدء النهضة عام 1798 بالحملة البونابرتية. ومن أبرز مظاهرها انتشار الطباعة، وظهور الصحافة ودُور النشر، والتوسع في إنشاء المدارس والجامعات، وإحياء التراث العربي وتحقيقُهُ، ونهوض اللغة من كبوتها التي عرفتها في عصر الانحطاط، وتفاعلُ الأدب العربي مع الآداب الغربية تفاعلاً عميقاً أدى إلى ظهور فنون أدبية جديدة لم يكن لها في العربية وجودٌ من قبل، كالأقصوصة والرواية والمسرحية.
أفضت النهضة إلى إعادة انتشال اللغة العربية مما طرأ عليها من تقهقر، وقدّمت أدبًا عربيًا معاصرًا للمرة الأولى منذ قرون، وعبر الجمعيات السياسية بعثت النهضة مشاعر الهوية العربية مجددًا، كما ناقشت قضايا الهوية للبلاد العربية المختلفة والمطالبة بإصلاح الدولة العثمانية ثم بروز فكرة الاستقلال عنها. رفع أغلب رجال النهضة شعارات الثورة الفرنسية، بالحرية والعدالة والمساواة، كما تأثروا تأثرا بالغًا بفلاسفة عصر الأنوار الأوروبي. وعارضوا السلطة المركزية للدولة العثمانية، بجميع الشخصيات التي توالت على السلطة، ولعل كتاب طبائع الاستبداد ومصارع الاستعباد، أهم كتاب سياسي - اجتماعي معارض، تمّ تأليفه في تلك المرحلة. كان من سمات النهضة أيضًا، انتشار المدارس والجامعات، وتأسيس الصحف والمجلات، والاهتمام بالعلوم؛ كما تزامنت النهضة مع افتتاح مشاريع اقتصادية هامة، كقناة السويس في مصر، وقطار الشرق السريع في بر الشام، ومعالم معمارية بارزة حتى أيامنا الراهنة، كميدان التحرير في القاهرة، وساحة المرجة في دمشق.
انتقدت النهضة بوصفها محصورة بالطبقات العليا الأرستقراطية في المدن، ولم تمسّ الأرياف وجماهير الشعب العريضة إلا بشكل هامشي؛ كما انتقدت بوصف منتوجها «إشكالي»، وأيضًا «لم تكن النهضة في وجودها المتعين، إلا تمويهًا آيدلوجيًا برجوازيًا للتبعية».

## عوامل النهضة العربية
تضافرت عدة عوامل ساعدت على ظهور اليقظة العربية في منتصف القرن الثامن عشر، واتساع ينابيعها وتنوعها خلال القرنين التاسع عشر والعشرين، وهي عوامل داخلية وخارجية:
1. العوامل الداخلية:
  1. حركات الإصلاح الإسلامي
  2. الجمعيات والأحزاب السياسية
  3. سياسة التتريك
2. العوامل الخارجية:
  1. انفتاح الوطن العربي على الفكر الأوروبي
  2. الحملة الفرنسية على مصر وبلاد الشام
  3. إصلاحات محمد علي
  4. البعثات التبشيرية التي ساهمت في تنشيط الحركة التعليمية والثقافية

## مظاهر اليقظة العربية

### حركات الإصلاح الإسلامي
قامت في الوطن العربي حركات إسلامية عدة للنهوض بالعرب والمسلمين بإزالة عوامل التخلف التي لحقت بها، من جراء انتشار البدع والخرافات التي التصقت بالإسلام. وقد ركزت هذه الحركات في دعواتها الإصلاحية على ما يلي:
1. ضرورة العودة إلى القرآن والسنة كأساس لوحدة المسلمين
2. تنقية الدين الإسلامي من الشوائب التي علقت به عبر العصور
3. فتح باب الجهاد
4. الجهاد ضد الاستعمار

وقد ساهمت هذه الحركة في إحداث اليقظة الفكرية عند العرب.

### الاتجاه الوطني
من معاني الوطنية حب الوطن والتمسك به والانتماء إليه. وقد ساعدت مجموعة من العوامل على ظهور هذا الاتجاه منها:
1. انتشار التعليم.
2. إرسال البعثات العلمية إلى أوروبا.
3. نشاط حركة الترجمة والتأليف.

نادى بعض دعاة الإصلاح بالانفتاح على الحضارة الغربية والاستفادة من تفوق الغرب في العلم والاقتصاد، وقد شكل دعاة هذا الاتجاه عددا من الجمعيات الثقافية والعلمية، حاول أعضاؤها عن طريق الخطب والمحاضرات إبراز فضل العرب في الآداب والعلوم، ووجوب عمل العرب على استعادة أمجادهم. وأبرز من مثل هذا الاتجاه:
- الشيخ رفاعه الطهطاوي الذي أسس مدرسة الألسن في مصر،
- وبطرس البستاني الذي طرح شعارحب الوطن من الإيمان .

### الاتجاه العربي الإسلامي
شهد الربع الأخير من القرن التاسع عشر مرحلة من أخطر المراحل، ذلك أن الدولة العثمانية التي كانت سائرة في طريق التدهور والانحدار، تعرضت لما لم تتعرض له في الماضي من تجزئه، ومن انفصال بعض ولاياتها. كما ازداد تدخل الدول الأجنبية الكبرى بها، فلجأ السلطان إلى التشديد في الرقابة ولا سيما على الولايات الغربية.
اضطر السلطان عبد الحميد في بداية حُكمه إلى قبول دستور مدحت باشا الذي لقب (بأبي الدستور) وأصبح لفترة من الوقت حاكما دستوريا، لكنه ما لبث أن أصدر الأمر بحل البرلمان، وتعليق الدستور إلى أجل غير مسمى. طلب من النواب المستنيرين (وكان من بينهم عدد من النواب العرب) مغادرة الآستانة.
حاول السلطان عبد الحميد تثبيت دعائم حكمه بتبني حركة الجامعة الإسلامية التي نادى بها جمال الدين الأفغاني، مستهدفا بذلك تقوية مركزه من الداخل والخارج.
- داخليا: ليلتف حوله المسلمون كرئيس روحي لهم ذي سلطة عليا عليهم.
- خارجيا: لتهديد الدول الاستعمارية بإثارة الشعوب الإسلامية الخاضعة لها فيما إذا استمرت في سياستها المعادية للدولة العثمانية.

إن خوف العرب من الأخطار الاستعمارية جعلهم يلتفون حول دولة الخلافة، ويؤيدون السلطان عبد الحميد، لكنهم لم يقبلوا بسياسته. لذا فقد استمرت الدعوة إلى الإصلاح واللامركزية. وكان من أشهر من سار في هذا الاتجاه عبد الرحمن الكواكبي الذي انتقد الحكم الاستبدادي في كتابه طبائع الاستبداد بالإضافة للشيخ عبد الحميد الزهراوي الذي أسس جريدة المنير وشارك في تأسيس العديد من الأحزاب المناوئة ل جمعية الاتحاد والترقي أما رشيد رضا فدعا إلى محاربة الاستبداد. وإعادة العمل بالدستور. وربط بين العروبة والإسلام. وجسد أفكاره في مجلة المنار

### بداية ظهور ملامح النهضة في المجالات المختلفة

#### بداية ظهور ملامح اليقظة الصناعية والاقتصادية والسياسية
مع بداية القرن العشرين كان في حمص 5,000 عامل في قطاع المنسوجات وحده، واشتهرت المدينة بالمصانع حتى أسماها القنصل البريطاني «مانشستر السورية»، وكانت عشرون باخرة سنويًا تأتي من فرنسا لتنقل تبغ جبال اللاذقية إلى أوروبا والذي اشتهر بجودته، وفتحت فروع لبنوك فرنسية وإنكليزية في سوريا، وكانت البلاد تصدر مختلف أنواع المزروعات والصناعات إلى أوروبا والولايات المتحدة وكانت فرنسا على رأس المستهلكين بنحو ثلث الصادرات. وقد كثرت في تلك المرحلة الأسواق الشعبية كسوق الحميدية وسوق مدحت باشا وخان أسعد باشا وسوق البزورية ولعل آل العظم في سوريا وآل السكاكيني في مصر من أهم العائلات التي لعبت دوراً اقتصادياً وإدارياً كبيراً في مرحلة النهضة العربية.
و رافق بداية هذه النهضة الاقتصادية والصناعية في الوطن العربي بداية تشكل نهضة سياسية، حيث برزت الجمعيات السياسية التي توازي الأحزاب في يومنا الحالي، ومن منظري السياسة في تلك المرحلة عبد الرحمن الكواكبي وساطع الحصري.

#### بداية إنشاء المكتبات والجامعات والمسرح
حيث لم تكن البلاد تحوي من المكتبات شيئًا سوى ما تحويه مكتبات المساجد الكبرى، وخلال النهضة أعيد افتتاح وتنظيم بعض المكتبات السابقة كالمكتبة الظاهرية في دمشق عام 1880 والتي أصبحت «دار الكتب الوطنية»، وتأسست المكتبة الشرقية في بيروت عام 1880. وعدد من المكتبات الأخرى الأصغر حجمًا في سائر المدن ورافق ذلك ظهور العديد من المدارس والجامعات في سوريا الشمالية تحديداً كالجامعة السورية في دمشق التي أصبحت فيما بعد جامعة دمشق والجامعة الأمريكية وجامعة القديس يوسف في بيروت بالإضافة لجامعة الحكمة في العراق ويعود للفترة ذاتها نشأة المسرح العربي على يد أبو خليل القباني.

## دور المسيحيين

شعار جريدة الأهرام.

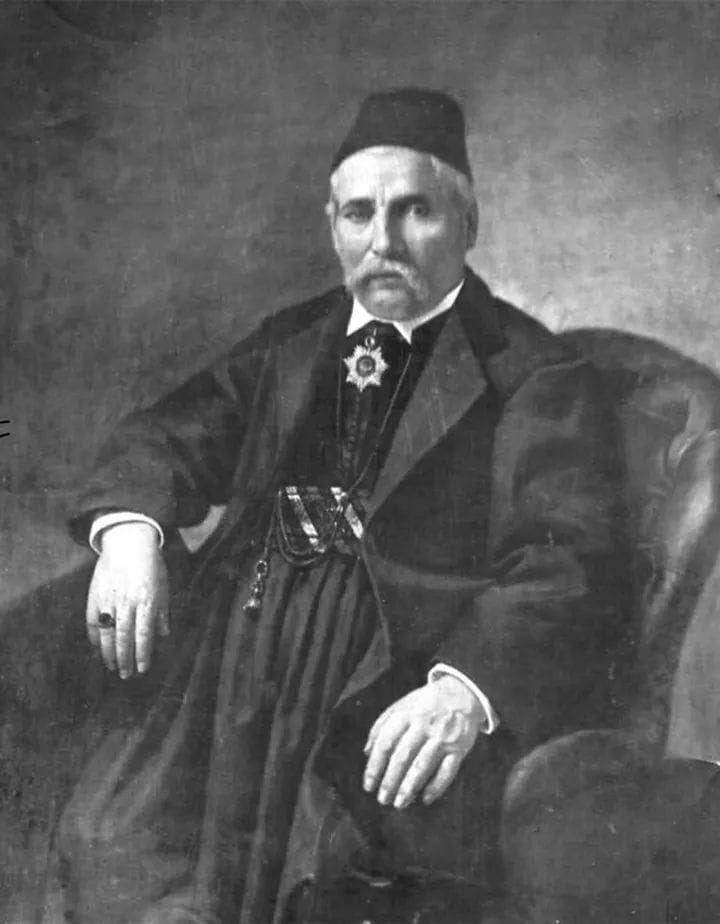
بطرس البستاني.

النهضة الثقافية العربية في القرن التاسع عشر بدأت في أعقاب خروج محمد علي باشا من بلاد الشام عام 1840 وتسارعت وتيرتها أواخر القرن التاسع عشر، وكانت بيروت والقاهرة ودمشق وحلب مراكزها الأساسية، وتمخض عنها تأسيس المدارس والجامعات العربية والمسرح والصحافة العربيين وتجديد أدبي ولغوي وشعري مميز ونشوء حركة سياسية نشطة عرفت باسم «الجمعيات» رافقها ميلاد فكرة القومية العربية والمطالبة بإصلاح الدولة العثمانية ثم بروز فكرة الاستقلال عنها مع تعذر الإصلاح والمطالبة بتأسيس دول حديثة على الطراز الأوروبي؛ كذلك وخلال النهضة تم تأسيس أول مجمع للغة العربية وإدخال المطابع بالحرف العربي، وفي الموسيقى والنحت والتأريخ والعلوم الإنسانية عامة فضلاً عن الاقتصاد وحقوق الإنسان، وملخص الحال أنّ النهضة الثقافية التي قام بها العرب أواخر الحكم العثماني كانت نقلة نوعية لهم نحو حقبة ما بعد الثورة الصناعية، ولا يمكن حصر ميادين النهضة الثقافية العربية في القرن التاسع عشر بهذه التصنيفات فقط إذ إنها امتدت لتشمل أطياف المجتمع وميادينه برمته، ويكاد يعمّ الاتفاق بين المؤرخين على الدور الذي لعبه المسيحيون العرب في هذه النهضة سواءً في جبل لبنان أو مصر أو فلسطين أو سوريا، ودورهم في ازدهارها من خلال المشاركة ليس فقط من الوطن بل في المهجر أيضًا. إذ كون المسيحيون في العصر الحديث النخبة المثقفة والطبقة البرجوازية مما جعل مساهمتهم في النهضة الاقتصادية ذات أثر كبير، على نحو ما كانوا أصحاب أثر كبير في النهضة الثقافية، وفي الثورة على الاستعمار بفكرهم ومؤلفاتهم، وعملهم. يذكر على سبيل المثال في الصحافة سليم العنجوي مؤسس «مرآة الشرق» عام 1879 وأمين السعيل مؤسس مجلة الحقوق وجرجس ميخائيل فارس مؤسس «الجريدة المصرية» عام 1888 واسكندر شلهوب مؤسس مجلة السلطنة عام 1897 وسليم تقلا وشقيقه بشارة تقلا مؤسسا جريدة الأهرام ورزق الله حسون مؤسس جريدة (مرآة الاحوال) وعبد المسيح حداد مؤسس جريدة (السائح) من المغترب كما أنه يعد مؤسس الرابطة القلمية، وفي فقه اللغة العربية يذكر إبراهيم اليازجي وناصيف اليازجي وبطرس البستاني وقسطاكي الحمصي وأديب إسحق وخليل السكاكيني. وفي الوقت ذاته دخلت إلى حلب على يد المطران ملاتيوس نعمة المطبعة الأولى بأحرف عربية إلى بلاد الشام واستمرت في الطباعة حتى 1899. من جهة أخرى، ساهم المسيحيون العرب في مقارعة سياسة التتريك التي انتهجتها جمعية الاتحاد والترقي وبرز في حلب على وجه الخصوص المطران جرمانوس فرحات والخوري بطرس التلاوي، وتأسست المدرسة البطريركية في غزير التي خرجت عددًا وافرًا من أعلام العربية في تلك المرحلة، ولعبت الجامعات المسيحية كجامعة القديس يوسف والجامعة الأميركية في بيروت وجامعة الحكمة في بغداد وغيرها دورًا رياديًا في تطوير الحضارة والثقافة العربية. وفي العراق نشط الأب أنستاس ماري الكرملي، وفي الأدب يذكر جبران خليل جبران وميخائيل نعيمة ومي زيادة وأمين الريحاني ونسيب عريضة وندرة حداد وشفيق المعلوف وإلياس فرحات وفرنسيس مراش واخته مريانا مراش. وفي السياسة يذكر نجيب العازوري وشكري غانم ويعقوب صروف وفارس نمر وعبد الله مراش وبطرس غالي في لبنان وسوريا ومصر. ونظرًا لهذا الدور المسيحي المتزايد في السياسة والثقافة، بدأت الحكومات العثمانية تحوي تباعًا وزراءً من المسيحيين العرب ومنهم آل ملحمة في لبنان. وفي المجال الاقتصادي، برز عدد من العائلات المسيحية ومنهم آل سرسق وآل خازن وآل بسترس في الشام وآل السكاكيني، وآل غالي وآل ثابت في مصر، وهكذا فإن الشرق العربي قاد بمسلميه ومسيحييه نهضة ثقافية وقومية بوجه الاستبداد الذي شكلت ركيزته جمعية الاتحاد والترقي وسياسة التتريك، ورسخت هذه النهضة كما يرى بولس نعمان «المسيحيين العرب كأحد أعمدة المنطقة وليس كأقلية على هامشها».